# Trachypithecus poliocephalus
Trachypithecus poliocephalus là một loài động vật có vú trong họ Cercopithecidae, bộ Linh trưởng. Loài này được Pousargues mô tả năm 1898.